# 氰化锌
氰化锌（化学式：Zn(CN)2）是锌的氰化物。

## 性质
白色有光泽柱状结晶或无定形块状固体或粉末。难溶于水和乙醇，微溶于热水，能溶于稀的无机酸并分解释放出氰化氢，溶于碱金属氰化物、氢氧化物和氨水形成配离子。会吸收潮湿空气中的二氧化碳，生成碳酸锌而释出氢氰酸。含有剧毒，蒸气具有刺激性，吸入后能引起氰化物中毒。口服可致死。
氰化锌可以和氢氧化钠溶液反应：
2 Zn(CN)2 + 4 NaOH → Na2[Zn(CN)4] + Na2[Zn(OH)4]
氰化锌的晶体为立方晶系的反赤铜矿结构，含有 Zn-C-N-Zn 的直线型结构，锌为四配位，氰根离子为桥连配体。可以看作是存在两个以金刚烷为结构单元的互穿的晶格，而不是通过强键连接的。

## 制取
可以从锌盐溶液中加入氰化物溶液的方法而沉淀出来，也可以由氢氰酸加到溶于冰醋酸的醋酸锌中而制得。一般采用氰化钠或氰化钾与硫酸锌或氯化锌反应制备。氧化锌与氢氰酸很难反应。
{\displaystyle {\rm {\ Zn^{2+}+2CN^{-}\rightarrow Zn(CN)_{2}\downarrow }}}
氰化锌在工业上是氰化法提金的副产物。

## 用途
工业上，氰化锌用于锌的电解提纯或电镀。电镀液是碱性的，通常认为含 {\displaystyle {\rm {\ [Zn(CN)_{4}]^{2-}}}} 和 {\displaystyle {\rm {\ [Zn(OH)_{4}]^{2-}}}} 离子。
实验室里，在Gattermann反应中，可以用Zn(CN)2/HCl代替更危险的HCN/HCl，完成芳环氢被甲酰基取代的反应。
此外氰化锌也用于医药和农药的制造。它在有机合成中可用作醛酮发生硅氰化反应的催化剂， 也可用于向分子中引入甲酰基。例如，2-萘酚与氰化锌、无水氯化氢反应，可得2-羟基-1-萘甲醛。